# Ciobănoaia, Buzău
Ciobănoaia este un sat în comuna Merei din județul Buzău, Muntenia, România. Se află în apropierea dealurilor Istriței, în vestul județului.